# 东史端镇
东史端镇，是中华人民共和国河北省保定市徐水区下辖的一个乡镇级行政单位。原东史端乡于2017年初撤乡设镇。

## 行政区划
东史端镇下辖以下地区：
南营村、东史端村、西史端村、北营村、下河西村、新郑庄村、北北里村、南北里村、东徐庄村、北胡渠村、林庄村、梁庄村、北刘庄村、陈庄村和南胡渠村。